# Abdelkrim Loucif
Abdelkrim Loucif (en arabe : عبد الكريم لوصيف) est un footballeur international algérien né le 8 octobre 1959 à Bordj Bou Arreridj. Il évoluait au poste d'avant centre.

## Biographie
Abdelkrim Loucif évolue avec les clubs du CA Bordj Bou Arreridj, de l'USM El Harrach et du CS Constantine.

### En équipe nationale
Abdelkrim Loucif reçoit cinq sélections en équipe d'Algérie, sans inscrire de but. Il joue son premier match en équipe nationale le 7 août 1983, contre la Bulgarie (défaite 2-3). Il reçoit sa dernière sélection le 11 septembre 1983, contre la Tunisie (défaite 2-3).
Il participe aux Jeux méditerranéens de 1983 organisés à Casablanca.

## Palmarès
USM El Harrach
| - Championnat d'Algérie : - Vice-champion : 1983-84. - Coupe arabe des clubs champions : - Finaliste : 1985. |  | CA Bordj Bou Arreridj - Championnat d'Algérie D3 (2) : - Champion Gr. Est : 1979-80 et 1991-92. |